# Ikariam
Ikariam je on-line strateška računalna igra koja se igra u web pregledniku. Igra je tematski, vremenski i prostorno smještena u svijet antike. Ikariam svijet je podijeljen na 17 podsvjetova (servera) koji su nazvani prema slovima  grčkog alfabeta, izuzev zadnjega. Dakle podsvjetovi su: Alpha (Α), Beta (Β), Gamma (Γ), Delta (Δ), Epsilon (Ε), Zeta (Ζ), Eta (Η), Theta (Θ), Iotta (Ι), Kappa (Κ), Lambda (Λ), My (Μ) i Ny (Ν),Xi (Ξ),Omikron (Ο),Pi (Π) te server Speed. Svaki server je podijeljen na veliki broj otoka koji imaju svoje ime i koordinate. Svaki otok može biti naseljen, odnosno koloniziran, sa 16 otočnih nacija, od kojih svaku kontrolira po jedan igrač. Procjenjuje se da Ikariam igru igra oko 3,500 igrača iz Hrvatske, a ukupno je igra više od 300 000 igrača. Igru je proizvela kompanija Gameforge. Igra se odlikuje odličnom grafikom, velikim brojem igrača, jednostavnošću i zabavnošću.

## Komponente igre
Ikariam je igra koja se sastoji od više izuzetno važnih komponenata, koje igrač mora uskladiti i imati nad njima potpunu kontrolu, kako bi uspio! Te komponente se dijele na: osnovne komponente, diplomacija, zlato i financije, populacija i zadovoljstvo, te mnogo manjih, ali ništa manje važnih komponenata.

### Osnovne komponente
Ikariam ima 5 osnovnih komponenata. Osnovne komponente igre Ikariam su:

#### Održavanje resursa
1. osnovni gradivni resurs: drvo (prikuplja se i prerađuje u otočnoj pilani)
2. luksuzni resursi: mramor, vino, kristali, sumpor (svaki otok ima ležište jednog od luksuznih resursa, dok je za ostale potrebno kolonizirati druge otoke koja imaju njihova ležišta. Za iskorištavanje ovih resursa potrebno je istražiti "Obilje", a za koloniozaciju "Kolonizacija")
3. poseban resurs - Ikariam PLUS: ambrozija (igrači ovaj resurs igrači kupuju stvarnim novcem, putem PayPala, telefona, kreditnih kartica i sl.)

#### Istraživanja
1. pomorstvo: Palubna oružja, Održavanje Brodova, Kolonizacija, Strane kulture, Katran, Grčka Vatra, Protuteža, Diplomacija, Pomorske karte, Parobrodni motor, Dodatci minobacačima i Budućnost Pomorstva
2. gospodarstvo: Konzervacija, Kotač, Obilje, Vinska preša, Kulinarski specijaliteti, Geometrija, Market, Praznik, Pomoćne ruke, Duhovni level, Birokracija, Utopija i Ekonomska budućnost
3. znanost: Kopanje bunara, Papir, Špijunaža, Izum, Tinta, Kulturna razmjena,Anatomija, Staklo, Mehanička olovka, Ptičji let, Kožni tobogan, Barokomora, Arhimedov princip i Znanstvena budućnost
4. vojska: Suhi Dok, Karte, Profesionalna vojska, Opsada, Kodeks časti, Balistika, Način rada poluge, Guverner, Logistika, Barut, Robotika, Odlijevanje topova i Vojna budućnost

#### Gradovi
Gradovi su najvažnija komponenta igre. Oni su podloga za prikupljanje i uportabu resursa, gradnju građevina u kojima se istražuje, obučava se vojska, zadovoljavaju potrebe građana i sl. Svaki igrač ima jedan glavni grad i kolonija ovisno o nivou palače u glavnome gradu. Grad se sastoji od 15 mjesta za gradnju, od toga 2 na obali, jednoga za bedem i 13 mjesta u unutrašnjosti, od kojih jedno možete koristiti tek nakon što istražite birokraciju. Nivo grada jeste nivo gradske vijećnice, a svakim od 24 nivo grad postaje ljepši, uređeniji, složeniji i bolji.

#### Građevine
Građevine su raznovrdne, a svaka je ili neophodna ili dobrodošla. Graditi se unutar grada može na 15 mjesta, a građevina ima 25 pa se mora voditi računa o potrebama grada. Građavine imaju upravnu, znanstvenu, vojnu, gospodarsku, diplomatsku i kulturnu svrhu. To su:
- Gradska Vijećnica, ona je centar razvoja i događanja u gradu, s uvijek dostupnima vijestima o populaciji i produktivnosti te zadovoljstvu građana u gradu, ali i prihodu u novcu i resursima,
- Akademija jeste središte istraživanja i mjesto za zapošljavanje znanstvenika, s knjižnicom u kojoj možete odabrati polje na kome će vaši znanstvenici sprovoditi buduća istraživanja,
- Barake, to je zgrada za obuku vojnika i izradu bojnih strojeva,
- Trgovačka luka u kojoj se vrši gradnja trgovačkih brodova i središte je prekomorske i međukolonijske trgovine i transporta dobara i vojnih trupa,
- Brodogradilište u kome se vrši gradnja ratnih brodova i podmornica,
- Skladište jeste neophodna građevina za spremanje i zaštitu resursa od pljačke i propadanja,
- Gradski bedem štiti grad od napada i opsade, te neželjenih pogleda neprijateljevih suradnika,
- Taverna, gdje služenje vina i pokoji trač povećavaju zadovoljstvo vaših građana,
- Muzej kulturna dobra iz drugih kultura zanimaju vaše građane i to povećava njihovo zadovoljstvo,
- Palača jeste vaš "skromni" dom, središte vašega carstva i nužna je za osnivanje novih kolonija, daje podatke o smještaju, nazivu i broju vaših kolonija, ali i okupiranih gradova,
- Guvernerova palača, ove palače se nalaze u vašim kolonijama i upravljaju njihovim radom,
- Veleposlanstvo jeste središte sklapanja sporazuma i osnivanja saveza ili ulaska i komunikacije sa svojim savezom,
- Market je središte trgovine i kupoprodajnih ugovora u vašem gradu,
- Radionica je mjesto poboljšavanja oružja i štitova vaše vojske,
- Sklonište je neugledna građevina za obuku špijuna i upravljanje misijama i podacima stečenima tijekom špijunovog obitavanj u nekom od gradova,
- Šumarov dom jeste građevina čijim se unaprjeđenjem za svaki nivo proizvodnja drveta u gradu poveća za 2 %,
- Stolarija je građevina koja potrebe grada za drvom smanjuje sa svakim nivoom nadogradnje,
- Staklarnica, u kojoj se proizvodnja kristala u gradu poveća za 2% svakim nivoom nadogradnje,
- Optičar, je neobična građevina čijim se svakim nivoom nadogradnje poteba za kristalom smanjuje,
- Klesar, kod koga se unaprjeđenjem njegove građevine proizvogdnja mramora u gradu uveća za 2 %,
- Arhitektov ured, kod njega se proširenjem građevine potreba za mramorom u gradu smanjuje,
- Vinarija, u kojoj se dobro vino proizvodi za 2 % više svakim nivoom nadogradnje,
- Vinska preša, jeste građevina čijim se unaprjeđenjem smanjuje potreba za vinom u vašem gradu,
- Alkemičarev toranj jeste čudna građevina koja proizvodnju sumpora u vašem gradu uvećava za 2 % svakim unaprjeđenjem,
- Radionica vatrometa je neobična radionica čijom se nadogradnjom smanjuje potreba sumpora u gradu,
- Hram je grđevina u kojo zapošljavate svećenike, koji preobrraćaju ljude na vjeru otočnog božanstva, kako bi ono što prije blagoslovilo otok.

#### Religija i čuda
Svaki otok ima čudo posvećeno određenom bogu (uz obilje donacija u zlatu i iskrenim molitvama božanstvo će blagosloviti otočane):  
1. Hefestova kovačnica (blagoslov:sve borbene jedinice primaju po +5% oklopa i štete na svoja oružija za blisku borbu za svaki nivo);
2. Hadova sveta Rupa (blagoslov:po 10% mramora se vraća za svaku jedinicu koja pogine u borbi za svaki nivo);
3. Demetrini vrtovi (blagoslov:rast populacije u gradovima se povećava za 100% za svaki nivo);
4. Atenin hram (blagoslov: po 200% više svih resursa u skladištu za svaki nivo);
5. Hermesov hram (blagoslov: brzina utovara u transportere se povećava za 20% za svaki nivo);
6. Aresova utvrda (blagoslov: svakim nivoom za duplo veći postotak morala za sve pa i neprijateljske trupe počevši od 50%);
7. Posejdonov hram (blagoslov: vrijeme putovanja svim brodovima se skraćuje za 100% za svaki nivo) i
8. Kolos (posvećen bogu Heliju, blagoslov: po 20-ak % svih neprijatelskih trupa u vašem gradu je otjerano za svaki nivo). Zanimljivo je da Zeusa nigdje nema. Čudo se može nadograditi na 5 nivoa .

#### Trgovina
Trgovina se obavlja u trgovačkim lukama i marketima, a za nju su nužni trgovački brodovi i sporazumi.

#### Vojska
Neophodna je za zaštitu i napredak vaše nacije:
1. kopnena vojska: Praćkar, Mačevalac, Bacač koplja, Kopljanik, Ovan, Strijelac, Katapult, Mušketir, Minobacač, Željezni div, Girokopter, Bombarder, Doktor i Kuhar
2. flota: Brod Ovan, Brod kopljar, Bacač plamena, Brod katapult, Brod minobacač, Parni ratni brod, Podmornica i Nosač Balona.

### Diplomacija
Diplomacija u Ikariamu ima dvije komponente: 

#### Sporazumi i savezi
Sporazumi i savezi su neophodni, jer će igrač sam u Ikariamu teško uspjeti; oni udružuju igrače i njihove sposobnosti u cilju ostvarenja zajedničkih interesa i ciljeva. Za osnivanja saveza ili pridruživanja u iste, morate istražiti Strane kulture (pomorstvo), te nakon toga izgraditi Veleposlanstvo u kome ćete pomoću diplomatskih bodova raditi željene akcije.
1. sporazumi: postoje 4 vrste sporazuma - Sporazumi kulturne baštine (Prije nego što možete odabrati Sporazum kulturne baštine, morate imati istraženo Kulturnu razmjenu (Znanost) i morate imati barem jedan Muzej. Tada možete potpisati Sporazum kulturne baštine sa bilo kojim igračem, koji također imaju Muzej. Za svaki sporazum dobivate jedan kulturni primjerak koji možete izložiti u vašem muzeju. Svaki primjerak povećava level zadovoljstva građana u vašem gradu.- sa službene stranice Ikariama); Trgovački sporazum (Takav sporazum moguć je jedino kada istražite Trgovinu (Gospodarstvo). Trgovački sporazum daje vam opciju u marketu vašeg partnera i obratno. Ovo znači da čim prihvatite ponudu u marketu vašeg partnera ista će biti rezervirana za vas i nitko drugi je neće moći "preoteti" od vas.- sa službene stranice Ikariama);  Vojni sporazum (Čim istražite Diplomaciju (Pomorstvo) moći ćete imati Vojni sporazum s gradom drugog igrača. Kada sporazum prihvati druga strana drugi grad možete koristiti kao bazu za daljnje vojne operacije, ali plaćate duplo održavanje za trupe stacionirane tamo.- sa službene stranice Ikariama)
2. savezi: igrači mogu osnivati sami svoje saveze, ali i pridruživati se drugima (što je bolje). Za sve akcije potrebni su diplomatcski bodovi: za pridruživanje - minimalno 1 bod, za osnivanje saveza - minimalno 3 boda. Unutar saveza postoje 4 položaja: Upravitelj ( Prima malu količinu bonus resursa svaki dan, zavisno od broja i snage individualnih članova saveza, može promijeniti ime i tag saveza, može postaviti važne pozicije: diplomata, generala i ministra unutrašnjih poslova, može raspustiti savez, te može postaviti novog upravitelja, pod uvjetom da ima dovoljno diplomatskih bodova kako bi se moglo preuzeti vodstvo saveza), Ministar unutrašnjih poslova (odgovoran za prijem novih članova i otpuštanju starih članova iz saveza, može vidjeti resurse svih članova saveza, može odrediti i dodijeliti rankove unutar saveza, te može urediti unutarnju stranicu saveza, koju vide samo članovi saveza), General (može vidjeti sve trupe i ratne brodove članova, može vidjeti sve napade od ili na člana saveza, te može pozvati nazad napade članova saveza) i Diplomat (može urediti javnu stranicu saveza, koju vide svi igrači koji nisu u savezu, može rukovoditi saveznim sporazumima, može vidjeti partnere saveza svih saveznih članova, te prima poruke poslane savezu).

#### Međusobni odnosi igrača
Međusobni odnosi igrača su svi odnosi među igračima koji nisu regulirani savezom ili sporazumom. To su dopisivanja među igračima, trgovina, slanje resursa ili pak rat. Međutim, ovi odnosi moraju biti civilizirani. To znači da ne smije biti poruka uvredljivih sadržaja po bilo kom osnovu (nacionalnom, rasnom, vjerskom ...) Ako jedan igrač drugom pošalje takvu poruku ("ban") ide na "stub srama" na određeno vrijeme, ovisno o težini uvrede. Dug boravak na stubu srama može dovesti do blokiranja igrača.
Poseban način komunikacije među igračima jeste Agora koja se nalazi na svakom otoku, a to je ustvari mali internet forum na kome igrači s tog otoka ostavljaju različite poruke jedni drugima.

### Zlato i financije
Vaš prihod u zlatu zavisi od raspodjele populacije u gradu, a može se i zarađivati trgovinom, te uzimati kao plijen nakon izvojevane pobjede. Prema raspodjeli populacije, vaš grad će imati ovakve financije:
1. od slobodnih građana: 3 zlatnika po satu
2. od radnika : nema prihoda u zlatu
3. znanstvenike plaćate 6 zlatnika po satu
4. jedinice i ratni strojevi imaju određene plate po satu
5. vojni brodovi također imaju određene plate po satu
6. za resurse koje nudite na prodaju sami određujete cijenu po komadu
7. vaše financijsko stanje ne ovisi o jednom gradu, već o otočnom carstvu uopće.

#### Populacija i zadovoljstvo
Vaša populacija je ograničena nivoom vašega grada, a njen priraštaj ovisi o njenom zadovoljstvu:
1. Služeći vino u Taverni zadovoljstvo vaše populacije raste, ovisno o količini posluženog vina
2. Izlažući kulturna dobra raznih civilizacija u vašem Muzeju zadovoljstvo vaše populacije, ovisno o količini eksponata
3. Ako u vašim kolonijama nemate Guvernerovu palaču, korupcija raste, čime padaju zadovoljstvo i produktivnost vaše populacije u kolonijama, guvernerova palača mora biti jednakog nivoa kao i palača u glavnom gradu.

Građani mogu biti: ljuti, neutralni, sretni i euforični.

## IkariamPlus
Ikariam Plus jeste skup poboljšanih i pojednostavljenih funkcija igre koji omogućava lakšu navigaciju, pregled statistika i obavijesti koje se tiču gradova, vojske, znanstvenih otkrića i diplomacije, te niz bonusa u istraživanjima i prikupljanju resursa. Kako bi se ova pogodnost mogla koristiti potreban je resurs ambrozija, koji se kupuje stvarnim novcem. Ovo je business model igre Ikariam, koji je prisutan u svim Gameforgeovim igrama. 